# 横浜航空
横浜航空 （よこはまこうくう）は、かつて日本に存在した航空会社。本社は神奈川県横浜市中区に存在した。1974年に日本近距離航空（後のエアーニッポン）に吸収された。

## 就航していた空港
- 札幌（丘珠）
- 利尻
- 中標津
- 紋別
- 女満別
- 稚内
- 新潟
- 佐渡
- 東京（調布）

## 沿革
- 1952年 横浜訓盲学院航空事業部として設立。
- 1953年 航空機使用事業と不定期航空運送事業の免許を取得。
- 1964年 北海道川上郡弟子屈町で離陸直前の飛行機が放火され乗客2人が死亡。
- 1965年 日本国内航空が北海道内の路線を廃止したことを受け、自治体からの補助金を得て北海道内の路線（丘珠、稚内、丘珠-紋別、丘珠-中標津）へ進出[1]。
- 1967年5月 岩手県二戸郡でセスナ機が山腹に衝突。5人死亡。
- 1969年 横浜訓盲学院から分離し横浜航空となる。
- 1972年 横浜航空そよかぜ号墜落事故[2]。
- 1974年 日本近距離航空に吸収合併